# Nesopsar nigerrimus
Sargento-jamaicano ou graúna-jamaicana (Nesopsar nigerrimus) é uma espécie de ave da família Icteridae. É a única espécie do género Nesopsar.
É endémica da Jamaica.
Os seus habitats naturais são: florestas subtropicais ou tropicais húmidas de baixa altitude e regiões subtropicais ou tropicais húmidas de alta altitude.
Está ameaçada por perda de habitat.